# NGC 323
NGC 323 é uma galáxia elíptica (E) localizada na direcção da constelação de Phoenix. Possui uma declinação de -52° 58' 33" e uma ascensão recta de 0 horas, 56 minutos e 41,7 segundos.
A galáxia NGC 323 foi descoberta em 3 de Outubro de 1834 por John Herschel.